# Чжан Цзюаньцзюань
Чжан Цзюаньцзюань  (кит.: 張 娟娟, 2 січня 1981) — китайська лучниця, олімпійська чемпіонка.

## Виступи на Олімпіадах
| Олімпіада  | Дисципліна | Місце |
| ---------- | ---------- | ----- |
| Афіни 2004 | особисті   | 10    |
| Афіни 2004 | командні   | 2     |
| Пекін 2008 | особисті   | 1     |
| Пекін 2008 | командні   | 2     |